# Myonycteris brachycephala
Myonycteris brachycephala es una especie de murciélago de la familia Pteropodidae.

## Distribución geográfica
Es endémica de la isla de Santo Tomé.

## Estado de conservación
Se encuentra amenazada por la pérdida de su hábitat natural.